# Маврикий на летних Олимпийских играх 2000
Маврикий принимал участие в Летних Олимпийских играх 2000 года в Сиднее (Австралия) в пятый раз за свою историю, но не завоевал ни одной медали. Сборную страны представляли 4 женщины.

## Состав олимпийской сборной Маврикия

### Тяжёлая атлетика
Спортсменов — 1
В рамках соревнований по тяжёлой атлетике проводятся два упражнения - рывок и толчок. В каждом из упражнений спортсмену даётся 3 попытки, в которых он может заказать любой вес, кратный 2,5 кг. Победитель определяется по сумме двух упражнений.
Мужчины
| Спортсмен      | Категория | Вес   | Рывок | Рывок | Рывок | Толчок | Толчок | Толчок | Всего | Место |
| Спортсмен      | Категория | Вес   | 1     | 2     | 3     | 1      | 2      | 3      | Всего | Место |
| -------------- | --------- | ----- | ----- | ----- | ----- | ------ | ------ | ------ | ----- | ----- |
| Джино Падиатти | до 56 кг  | 55,88 | 90,0  | 95,0  | 100,0 | 110,0  | 115,0  | 117,5  | 210,0 | 19    |